# 卡琳娜·勒布朗
卡琳娜·勒布朗（英語：Karina LeBlanc，1980年3月30日—），加拿大女子足球运动员。她曾代表加拿大参加2008年和2012年夏季奥林匹克运动会足球比赛，其中2012年奥运会获得一枚铜牌。